# 水木一郎
水木一郎（日语：／ Mizuki Ichirō，1948年1月7日—2022年12月6日），本名早川俊夫（はやかわ としお），是日本男性動畫歌手、作詞家、作曲家、聲優及演員。東京都出身，血型O型。他是Yellow Bird（中文譯名為黃鳥）所屬的藝人。他的歌迷與動畫歌壇後輩都稱他為(“大哥”之意）。他於多年前在世田谷學園高等學校畢業。
歌聲渾厚，唱腔有濃厚的古早味與演歌技巧。

## 簡歷
水木一郎於1968年加盟成為日本古倫美亞唱片公司的歌手，他推出了第一首單曲「君にささげる僕の歌」。其後他於1971年唱出了他的第一首動畫歌曲「原始少年リュウが行く」，是來自東映動畫及石之森章太郎的作品「小泰山」。以後他繼續唱了若干首的動畫及特攝歌曲包括、宇宙騎士、電子神童、變形金剛Z、金屬英雄及超級戰隊系列等等，他所主唱的歌曲已超過1000首，而有「動畫歌帝王」的美譽。
他於1976年4月至1979年3月擔任NHK知名兒童節目「おかあさんといっしょ」之第2代歌唱大哥哥(うたのおにいさん)
在唱片專輯之中，他的動漫主題曲唱碟平均銷量數目是10萬張，相對當時一般動畫歌曲只有5萬張的銷量已夠驚人。其中於1972年推出的動畫主題曲唱片，此唱碟的銷量數目不少，達到70萬張，以及於1978年推出的唱碟及它的銷量數目已達到15萬張。另外，於同年4月推出的主題曲「Captain Harlock」有請了68位交響樂隊成員來演奏。到了1982年，他所發賣中的唱片合計累積銷量數目已達到700萬張及以上，打破了他的發售記錄。
他於1983年1月，在去年推出的歌曲Romantic Again之中取得古倫美亞金碟奬，這是第十次他所取得來自日本古倫美亞唱片的金碟奬。
水木一郎的首張精選專輯『OTAKEBI參上! 吠える男 水木一郎 BEST』於1989年6月先後推出，其後『水木一郎OTAKEBI2』於1990年5月推出，此專輯內已收錄了十多首的懷舊動畫主題曲。同年11月的中旬推出了「懐かしくってヒーロー～I'll Never Forget You!～」。另外，他的經典專輯『水木一郎大全集』Vol.1～5於1990年9月1日至1992年8月21日全面發行，收錄了二百多首從1968年登場以來至九十年代初期的動畫歌、特攝歌以及一般歌曲。而歌曲「懐かしくってヒーロー・PartII～We'll Be Together Forever!～」及「SEISHUN FOR YOU～青春の詩～」，分別於1992年6月及1994年1月推出。
在1997年結束的日本古倫美亞唱片簽約後，他推出來自First Smile Entertainment的專輯『超級機器人大戰Vocal Collection』，這是『Super Robot Spirits』之旅的始段，現在此項宴會於每年一度舉行，容納了數千多位觀眾所欣賞的。
1998年，他在文化放送電台節目『Radio Super Robot Spirits』開始播放，容納了數多位聽眾收聽。
另一方面，水木一郎歌唱生涯中的一大驚喜時刻，就是於1999年8月30日至31日，在山梨縣的河口湖Stellar Theater完成史無前例的「24小時1000曲演唱會」，在演唱會當中被列為「在日本演唱最多首歌曲的單一場次演唱會」。
他於2000年7月17日，與影山浩宣、松本梨香、坂本英三及遠藤正明在東京澀谷舉行記者招待會而宣佈成立了動畫歌曲演唱團體JAM Project，後來他是該組合的初期成員之一，不過他在2003年3月的2nd Live時發表「非常勤」宣言，結果因為私人理由關係而他正式離開了JAM Project。
2001年2月，水木一郎在香港會議展覽中心的CHARACTER SHOWCASE 2001擧行了一場的音樂會，幾位香港的觀眾歡迎他於首次來到香港，而他們就唱出了他的日文歌曲。另外，他的訪問在不少的報章雜誌內登刊。
到了同年的10月，水木一郎在朝日電視台的電視節目『TONIGHT 2』內演出。而NHK的少年戲劇『料理少年K太郎』於同月上映，戲劇主題曲「熱くるしいぜ」於11月推出。同時他推出了專輯『Aniki自身』為歌手登場三十周年紀念盤。
2002年3月，他在電視節目『徹子の部屋』內第二度演出。
同年6月19日，水木一郎在名古屋的名古屋巨蛋球場投下第一球，為紀念日本職棒中央聯盟球隊中日龍的開幕典禮。另外，他唱出了這項儀式的歌曲『燃えよドラゴンズ！2002』。
2005年，水木一郎在遊戲『東京巴士指南2』成為他的代言人，演唱遊戲主題歌曲是「東京放克靈魂巴士」，而單曲CD於9月7日推出。
在過去三十多年，他賦予小朋友夢與希望，把日本之寶的「動畫歌曲」流傳後世，推廣到全世界，然後他不斷接受新挑戰。
2021年，同年11月25日出席超級機器人魂2021後，突然在Twitter上宣布罹患聲帶衰竭麻痺的症狀，現正進行反覆檢查，也跟粉絲約定好會進行治療。
2022年12月6日，水木一郎因為肺癌逝世，享年74岁。

## 音樂唱片分類目錄

### 單曲
- 君にささげる僕の歌（1968年7月、水木一郎登場歌曲。作詞：西澤爽，作曲：和田香苗，編曲：大西修）
  - B面：素敵な夜（作詞：西澤爽、作・編曲：和田香苗）
- 誰もいない海（1970年4月，作詞：難波克昌，作曲：和田香苗，編曲：小谷充）
  - B面：星に祈りをこめて（作詞・作曲：和田香苗，編曲：小谷充）
- 懐かしくってヒーロー～I'll Never Forget You!～（1990年11月21日，來自『懐かしくってヒーロー』）
- 懐かしくってヒーロー・PartII～We'll Be Together Forever!～（1992年6月1日，來自『懐かしくってヒーロー』）
- SEISHUN FOR YOU～青春の詩～（1994年1月21日，原裝唱片專輯『水木一郎●SEISHUN FOR YOU ～青春の詩～』）
- 221B戰記 SINGLE VERSION（1997年9月3日，原裝唱片專輯『筋肉少女帶と水木一郎／221B戰記』）
- Golden Rule～君はまだ負けてない!～／見上げてごらん夜の星を（1999年9月1日，原裝唱片專輯『Golden Rule～君はまだ負けてない!～／水木一郎』）
- 豪石!超神ネイガー～見だがおめだぢ～／遠い風の中で（2006年6月7日，來自『超神ネイガー』）
- なんのこれしき ふろしきマン／Fighter the FUGU（2008年1月23日）
- 超神ネイガー～正義ノ稲穂～／夢刈人（2009年9月16日，來自『超神ネイガー』）

### 專輯
- OTAKEBI參上! 吠える男 水木一郎 BEST（1989年6月21日，日本古倫美亞唱片）
- 水木一郎 OTAKEBI2（1990年5月1日，日本古倫美亞唱片）
- 水木一郎 大全集Vol.1（1990年9月1日，日本古倫美亞唱片）
- 水木一郎 大全集Vol.2（1991年2月21日，日本古倫美亞唱片）
- 水木一郎 Ballade Collection ～SASAYAKI～Vol.1（1991年4月21日，日本古倫美亞唱片）
- 水木一郎 大全集Vol.3（1991年8月21日，日本古倫美亞唱片）
- 水木一郎 大全集Vol.4（1992年2月21日，日本古倫美亞唱片）
- 水木一郎 大全集Vol.5（1992年8月21日，日本古倫美亞唱片）
- Dear Friend（1993年4月21日，日本古倫美亞唱片）
- 水木一郎のたのしいあそびうた（1994年1月21日，日本古倫美亞唱片）
- 水木一郎 BEST & BEST（1995年8月19日，日本古倫美亞唱片）
- ROBONATION 水木一郎 Super Robot Complete（1997年7月19日，日本古倫美亞唱片）
- 熱風傳說（1998年3月21日、日本古倫美亞唱片）
- 熱風外傳 −Romantic Master Pieces−（1999年1月30日，日本古倫美亞唱片）
- アニキ自身～30th Anniversary BEST～（2001年11月21日，日本古倫美亞唱片）
- 水木一郎 Best of Aniking −赤の魂−（2004年8月4日，日本新力音樂）
- 水木一郎 Best of Aniking −青の魂−（2004年10月6日，日本新力音樂）
- Dear Friend 2007 ～ふたりのアニソン～（2007年12月26日，古倫美亞音樂娛樂）
- デビュー40周年記念 水木一郎 BEST（2008年2月27日，古倫美亞音樂娛樂）
- 水木一郎デビュー40周年記念CD-BOX 道～road～（2008年7月2日，古倫美亞音樂娛樂）
- WAY ～GRAND ANIKI STYLE～（2008年7月16日，古倫美亞音樂娛樂）
- デビュー40周年記念 水木一郎TVサイズ主題歌ベスト（2008年12月17日，古倫美亞音樂娛樂）

## 主要歌曲作品

### 動畫主題曲
- （原始少年リュウ）（片頭曲）
- 鐵甲飛天俠（アストロガンガー）（片頭曲）
- （マジンガーZ）（片頭曲／片尾曲）
- （バビル2世）（片頭曲／片尾曲）
- 魔投手（侍ジャイアンツ）（片頭曲／片尾曲）「松本茂之」名義
- （グレートマジンガー）（片頭曲／片尾曲）
- 豪將軍出發（ゴーショーグン発進せよ）戦国魔神ゴーショーグン（翻唱）
- 宇宙騎士BLADE（宇宙の騎士テッカマン）（片頭曲／片尾曲）
- （鋼鉄ジーグ）（片頭曲／片尾曲）
- 飛鷹一號（マシンハヤブサ）（片頭曲／片尾曲）
- 小英雄（ゴワッパー5 ゴーダム）（片頭曲／片尾曲）
- （超電磁ロボ コン・バトラーV）（片頭曲／片尾曲）
- （マグネロボ ガ・キーン）（片頭曲／片尾曲）
- 金剛小寶貝（合身戦隊メカンダーロボ）（片頭曲／片尾曲）
- （超電磁マシーンボルテスV）（片尾曲）
- 無敵巴拉達（超人戦隊バラタック）（片頭曲）
- 神威賽車手（アローエンブレム グランプリの鷹）（片頭曲／片尾曲）
- （宇宙海賊キャプテンハーロック）（片頭曲／片尾曲）
- （ルパン三世）（～ルパン三世愛のテーマ～）（片尾曲）
- 新巨人之星II（新・巨人の星II）（心に汗を）（片頭曲）
- 大白鯨（ムーの白鯨）（片頭曲／片尾曲）
- 圓桌武士（燃えろアーサー 白馬の王子）（おれはアーサー）（片頭曲）
- 無比敵（とんでも戦士ムテキング）（片頭曲）
- （百獣王ゴライオン）（片頭曲／片尾曲）
- 電子神童（ゲームセンターあらし）（片頭曲）
- 無限軌道（わが青春のアルカディア 無限軌道SSX）（片頭曲／片尾曲）
- Pro Golfer 猿（プロゴルファー猿）（片頭曲／片尾曲）
- 變形金剛Z（トランスフォーマーZ）（片頭曲／片尾曲）
- （ゲッターロボ號）（第二片頭曲／第二片尾曲）
- （マジンカイザー）（DVD插曲）
- （真ゲッターロボ対ネオゲッターロボ）（影像版）

### 特攝主題曲
- ぼくらのバロム1（「巴狼一號／蝴蝶超人」片頭曲）
- 友情のバロム・クロス（「巴狼一號／蝴蝶超人」片尾曲）
- 嵐よ叫べ（「變身忍者嵐」片頭曲）
- われらは忍者（「變身忍者嵐」片尾曲）
- 三郎のテーマ（「電腦奇俠」插曲）
- ハカイダーの歌（「機械人超金剛」插曲）
- 行け！ゴッドマン（「去吧！神人」片頭曲）「山本一郎」名義
- 少年仮面ライダー隊の歌（「V3」第一代片尾曲）
- ロボット刑事（「機器刑事」片頭曲）
- 進めロボット刑事（「機器人刑警」片尾曲）
- 白獅子仮面の歌（「白獅子假面」片頭曲）
- チェスト！チェスト！イナズマン（「閃電超人」片尾曲）
- セタップ！仮面ライダーX（「X」片頭曲）
- おれはXカイゾーグ（「假面騎士X」片尾曲）
- イナズマン・アクション（「閃電超人F」片尾曲）
- がんばれロボコン（「小露寶」第一代片頭曲）
- おいらロボコンロボットだい！（「小露寶」第二代片頭曲）
- おいらロボコン世界一（「小露寶」第一代片尾曲）
- ロボコン音頭（「小露寶」第二代片尾曲）
- 走れ！！ロボコン運動会（「小露寶」第三代片尾曲）
- ロボコン ガッツラコン（「小露寶」第四代片尾曲）
- 冒険ロックバット（「冒險Rockbat」片頭曲）
- 鉄のプリンス・ブレイザー（「冒險Rockbat」片尾曲）
- 仮面ライダーストロンガーのうた（片頭曲）
- きょうもたたかうストロンガー（「假面騎士強者」第二代片尾曲）
- ストロンガーアクション（「假面騎士強者」第三代片尾曲）
- 行くぞ！BD7（「少年探偵團」片頭曲）
- 少年探偵団のうた（「少年探偵團」片尾曲）
- 勝利だ！アクマイザー3（「伏魔三劍俠」片頭曲）
- すすめザイダベック（「伏魔三劍俠」片尾曲）
- 輝く太陽カゲスター（「The Kagestar」片頭曲）
- スター！スター！カゲスター（「The Kagestar」片尾曲）
- 斗え！忍者キャプター（「忍者Captor」片頭曲）
- 大空のキャプター（「忍者Captor」片尾曲）
- 地獄のズバット（「快傑Zubat」片頭曲）
- 男はひとり道をゆく（「快傑Zubat」片尾曲）
- オー！！大鉄人ワンセブン（「無敵大鐵人／大鐵人17」片頭曲）
- ワンセブン讃歌（「無敵大鐵人／大鐵人17」片尾曲）
- 恐竜戦隊コセイドン（「恐龍特急克塞號」片頭曲）
- コセイドンマーチ（「恐龍特急克塞號」片尾曲）
- バトルフィーバー讃歌（超級戰隊系列「BATTLE FEVER J」插曲）
- バトルフィーバー大出撃（超級戰隊系列「BATTLE FEVER J」插曲）
- 行け！行け！メガロマン（「超人MEGARO-MAN」片頭曲）
- 我が心のロゼッタ星（「超人MEGARO-MAN」片尾曲）
- 燃えろ！仮面ライダー（第一代片頭曲）
- 男の名は仮面ライダー（「假面騎士(天空騎士)」第二代片頭曲）
- はるかなる愛にかけて（「假面騎士(天空騎士)」第一代片尾曲）
- 輝け！8人ライダー（「假面騎士(天空騎士)」第二代片尾曲）
- ジュニアライダー隊の歌（「假面騎士Super 1」第二代片尾曲）
- あしたがあるさ（超級戰隊系列「太陽戰隊太陽火神」插曲）
- 海が呼んでいる（超級戰隊系列「太陽戰隊太陽火神」插曲）
- 輝け！サンバルカン（超級戰隊系列「太陽戰隊太陽火神」插曲）
- 君はパンサー（超級戰隊系列「太陽戰隊太陽火神」插曲）
- 太陽マーチ（超級戰隊系列「太陽戰隊太陽火神」插曲）
- アンドロメロス（「安德魯超戰士」片頭曲）
- 帰ってこいよアンドロメロス（「安德魯超戰士」片尾曲）
- 時空戦士スピルバン（金屬英雄系列「時空戰士SPIELVAN」片頭曲）
- 君の仲間だスピルバン（金屬英雄系列「時空戰士SPIELVAN」第一代片尾曲）
- 結晶だ！スピルバン（金屬英雄系列「時空戰士SPIELVAN」第二代片尾曲）
- タイムリミット（金屬英雄系列「超人機METALDER」片尾曲）
- 永遠のために君のために（「假面騎士Black RX」插曲）
- ジャスト・ギガストリーマー（金屬英雄系列「特警WINSPECTOR」插曲）
- 勇者ウインスペクター（金屬英雄系列「特警WINSPECTOR」插曲）
- 夢もひとつの仲間たち（金屬英雄系列「特警WINSPECTOR」插曲）
- ほえろ！ボイスラッガー（「Voicelugger」片頭曲）
- サンバ de ガオレン（超級戰隊系列「百獸戰隊牙吠連者」插曲）
- 百獣合体！ガオキング（超級戰隊系列「百獸戰隊牙吠連者」插曲）
- 道（タオ）（超級戰隊系列「獸拳戰隊激氣連者」片尾曲）
- オーブの祈り （超人力霸王Orb片頭曲）

## 主要出演作品

### 電視動畫
- 《航艦藍天號（宇宙空母Blue Noah）》（飛行隊長／飛鷹翔）
- 《龍王的工作！》（雛鶴隆）

### OVA
- 《破邪大星彈劾凰》（ヨルド）

### 遊戲
- 《第3次超級機器人大戰α 終焉之銀河》（靈帝ケイサル・エフェス）
- 《Bobobo-bo Bo-bobo》《ハジけ祭》（《Bobobo-bo Bo-bobo》＜動畫聲優是子安武人＞／主題歌）
- 《鈴木爆發》《無敵合体ガンダーのテーマ》（劇中歌）
- 《Pop'n music2》（《はばたけ！ザ・グレートギャンブラー》＜類型名:アニメヒーローR＞歌唱）
- 《太鼓之達人とびっきり！アニメスペシャル》（《響け！太鼓の達人》《きっと　もっと　ずっと》《合体！ドンレンジャーロボ》歌唱）
- 《碧藍幻想》(ロボミ系列主題曲)

### 戲劇
- 《巴狼一號／蝴蝶超人》
- 《變身忍者嵐》
- 《閃電超人F》
- 《時空戰士SPIELVAN》（Ben博士）
- 《Voicelugger》（Voicelugger Gold）
- 《料理少年K太郎》
- 《超忍者隊INAZUMA!! SPARK》（水木昇龍齊）
- 《假面騎士強者W》（大貫一朗太）
- 《特命戰隊Go Busters》（葉月一郎）

### 電視節目
- 全員逃走中全員逃走中 27回 最後的任務

## 書籍
- 『兄尊(アニソン)―歌手水木一郎三十周年記念熱血写真集』（1999年／作者：長谷部均／Oakla出版）ISBN 4-8727-8461-8
- 『アニキ魂～アニメソングの帝王・水木一郎の書～』（2000年／作者：水木一郎&Project Ichiro／Aspect刊）ISBN 4-7572-0719-0

## 其他活動
- 2007年5月18日-19日與影山浩宣、堀江美都子、MIQ、遠藤正明至香港擧辦演唱會「日本動畫歌謠祭」（ANIME JAPAN FES 2007）。
- 日本動畫歌謠祭：熱血驚喜的第一晚！
- 日本動畫歌謠祭：靈魂燃燒的第二晚！

## 外部連結
- （日語） 水木一郎官方網頁 （页面存档备份，存于）
- （日語） 日本古倫美亞音樂娛樂有限公司 （页面存档备份，存于）（唱片公司官方網站）
- （日語） 水木一郎 - 動畫歌手資料庫 （页面存档备份，存于）
- （英文） 水木一郎 - Anime News Network （页面存档备份，存于）
- （英文） 水木一郎 - Henshin Hall of Fame
- （英文） 水木一郎在互联网电影资料库（IMDb）上的資料（英文）